# Новодубище
Новоду́бище — село в Україні, у Красилівській міській громаді Хмельницького району Хмельницької області. Населення становить 90 осіб.